# Ectenopsis hamlyni
Ectenopsis hamlyni är en tvåvingeart som först beskrevs av Taylor 1917.  Ectenopsis hamlyni ingår i släktet Ectenopsis och familjen bromsar. Inga underarter finns listade i Catalogue of Life.